# Georges Baillat
Georges Baillat, né le 15 juin 1896 à Maury (Pyrénées-Orientales) et mort le 17 octobre 1987 à Perpignan (Pyrénées-Orientales), est un médecin, résistant et homme politique français.
Il a été le premier en date des présidents départementaux du Conseil de l'Ordre des médecins (1941, puis de 1945 à 1970) ainsi que le premier des présidents de l'Office du tourisme des Pyrénées-Orientales.

## Publications
- Le traitement des fractures de guerre par l'appareil plâtré occlusif, Paris, Masson, 1940 (BNF 31752248)